# Ивановская сельская община (Тернопольская область)
Ивановская сельская община (укр. Іванівська сільська громада) — территориальная община в Тернопольском районе Тернопольской области Украины.
Административный центр — село Ивановка.
Население составляет 5065 человек. Площадь — 109,2 км².
В соответствии с распоряжением Кабинета Министров Украины от 12 июня 2020 года, в состав общины вошла территория Глещавского, Ивановского, Илавченского и Сороцкого сельских советов упразднённого Теребовлянского района.

## Населённые пункты
В состав общины входит 5 сёл:
- Ивановка
  - Лозовка
- Глещавский старостинский округ:
  - Глещава
- Илавченский старостинский округ:
  - Илавче
- Сороцкий старостинский округ:
  - Сороцкое